# Moritz von Schwind
Moritz von Schwind (Viena, 21 de gener de 1804 - Pöcking, Baviera, 8 de febrer de 1871) va ser un pintor, muralista i dibuixant austríac del Romanticisme tardà alemany.
Moritz de Schwind va ser un dels sis infants del secretari de la cort Geheimen Hofkanzlei Franz Edler von Schwind i de la seva esposa Franziska de Holzmeister; filla del conseller de la cort. Feu els seus estudis a l'Institut escocès, a Viena, on hi eren també com a companys de classe Nikolaus Lenau i Eduard von Bauernfeld, i començà després els seus estudis universitaris. Tot i esdevenir funcionari de carrera, com el seu pare, a partir de 1821 estudià amb Johann Peter Krafft i Ludwig Ferdinand Schnorr von Carolsfeld, a l'Acadèmia de les arts plàstiques de Viena. Durant la seva etapa vienesa familiaritzà bastant amb artistes com Franz Schubert, Franz von Schober, Leopold Kupelwieser i Franz Grillparzer.
Com a gran amic de confiança que era del músic Franz Schubert, Schwind il·lustrava sovint les seves composicions a fi que fossin publicades. Els seus esbossos del compositor i tot el seu cercle figuren entre els documents més valuosos per a la posterior creació de la Schubertiana (drama musical sobre la història de Schubert). El 1828, després d'una aventura amorosa infeliç, Schwind es traslladà a Múnic per continuar la seva carrera com a artista, i més tard es convertí en professor de pintura a l'Acadèmia d'aquesta ciutat alemanya.
L'estil de Schwind era líric, i s'inspirava en la cavalleria, el folklore i les cançons populars. Les seves obres solen reflectir escenes fantasioses i domèstiques, descrites amb línies fortes i colors suaus i atenuats. És autor dels murals del rei Ludwig I de Baviera (1832 a 1834), d'il·lustracions d'obres literàries com Robinson Crusoe i "Els set corbs", dels Germans Grimm. El 1857 va codissenyar els vitralls per a la catedral de Glasgow, a Escòcia. Entre els seus altres treballs figuren "La competició de cant", Cupido i Psique, etc. Els últims projectes essencials de Schwind eren els murals per al rebedor de l'Òpera Estatal de Viena, que va dur a terme entre 1863 i 1867.
Les seves despulles descansen a l'antic cementiri de Múnic.